# 에로망가 선생
《에로망가 선생》(일본어: エロマンガ先生 에로만가센세[*])은 후시미 츠카사가 쓴 일본의 라이트노벨이다. 일러스트는 후시미 츠카사의 전작 《내 여동생이 이렇게 귀여울 리가 없어》와 마찬가지로 칸자키 히로가 담당했다. 전격 문고(KADOKAWA)에 의해 2013년 12월부터 2022년 8월에 걸쳐 간행되었다. 2020년 6월 시점에서 시리즈 누계 발행 부수는 160만 부를 기록했다.

## 줄거리
고교생겸 라이트노벨 작가인 주인공 이즈미 마사무네에게는 히키코모리인 여동생 이즈미 사기리가 있다. 1년전에 둘은 사기리의 어머니의 사망으로 남매가 되었지만, 여동생은 절대로 방에서 나오지 않을 정도로 철저한 히키코모리다.
어느 날 이즈미 마사무네는 담당 일러스트레이터 에로망가 선생이 자신의 여동생임을 깨닫는다.

## 등장인물
이즈미 마사무네(일본어: 和泉 正宗)
성우 - 마츠오카 요시츠구
본작의 주인공. 이야기의 해설자. 일인칭은 오레(俺)를 쓴다. 라이트 노벨을 쓰는 고등학생이다. 그가 쓰는 라이트 노벨의 일러스트는 사기리가 담당하였다. 여동생이 생기고도 1년간 방에서 틀어박혀 히키코모리가 되어버린 여동생을 볼 수 없었다. 그러나 사기리의 라이브에서 사기리가 카메라를 끄지 않고 그 상태에서 옷을 벗으려 하자, 마사무네는 사기리의 알몸이 노출되는 것을 막기 위해 사기리의 방으로 들어가지만, 카메라는 꺼져있었다. 그 동시의 사기리와의 1년만의 첫 만남이 되어버린 것이다.
이즈미 사기리(일본어: 和泉 紗霧)
성우 - 후지타 아카네
본 작의 히로인으로 이즈미 마사무네의 의붓 여동생이다. 초등학생 6학년이며, 1년전 부모님의 재혼으로 마사무네와 남매가 되었다. 마사무네와의 첫 만남을 처음과 동시에 끝으로 방에 틀어박혀 있는 전형적인 히키코모리 생활을 해왔다. 초등학생 6학년에 못지 않게 그림을 엄청나게 잘 그리며, 6학년에 못지 않게 정말 '에로망가 선생'이란 이름이 붙을 정도로 에로한 그림을 그린다. 라이트 노벨 소설가로만 알고 있었던 마사무네의 사인을 보고 "정말 글씨체 더럽네." 라며 불평했다. 또한 사기리는 마사무네가 자신의 오빠인 것을 몰랐다. 마사무네가 엉뚱한 소리를 하게 되면, 사기리의 태블릿으로 마사무네의 머리를 쳐 버린다. 인터넷에서 라이브를 할 때에는 '에로망가 선생' 이란 이름으로 활동한다. 마사무네를 좋아하며, 증거도 여러곳에서 나온다. 8권에서 한번 해설자로 등장한다. 일러스트 필명인 '에로망가 선생'은 바누아투 공화국의 섬인 에로망고섬에서 유래했다.
야마다 엘프(일본어: 山田 エルフ)
성우 - 타카하시 미나미
옆집에 사는 라이트노벨 작가. 본명은 에밀리.자신의 판매부수가 이즈미 마사무네보다 높다는걸 이용(?)해서 처음에는 "판매부가 곧 작가의 힘이야!"라는 말을 하며 에로망가 선생을 자신의 일러스트레이터로 모집하려고 했으나, 점차 이즈미 마사무네와의 관계가 개선되며 이즈미 마사무네를 좋아하게 된다. 센쥬 무라마사와 처음에는 다퉜으나 나중에는 크게 친해졌다. 적극적이다.
센쥬 무라마사(일본어: 千寿 ムラマサ)
성우 - 오오니시 사오리
이즈미 마사무네의 연하인 선배. 환상요도전을 쓰고있지만, 정작 자신은 쓰기만 했고 제목과 애니화된것도 모른다. 컴퓨터나 스마트 기계에 약하며, 엘프는 "타이쇼 시대로 돌아가 원시인"이라고 한다... 집필도 연필로 한다. 이즈미 마사무네의 팬이었으며, 그 소설을 애니화할 때 편집한다든지 삭제한다든지 하면 진지해진다. 자신의 소설을 쓸때또한 진지해진다. 이즈미 마사무네가 자신이 좋아하던 -은랑-의 뒷이야기를 써주자 좋아한다. 이즈미 마사무네가 처음에는 싫어했으나, 점차 평판이 좋아지며 일상생활의 친구관계로 들어섰다. 싫어했던 이유는 계속 자신이 신작을 내려고 할때마다, 무라마사가 방해했던것. 배틀 소설을 좋아하니 다른 소설을 쓰게 만들지 않게 하고 싶었던것이다. 그러나, 라노벨 무술대회에서 이즈미 마사무네의 작품을 읽고 환도 후속편과 함께 재미있었다라는 말을 보낸다. 이후, 세상에서 가장 귀여운 여동생의 애니화나 게임화를 돕는다.

## 서지 정보

### 소설
| 권수 | 제목                                                 | 초판 발행일(발매일)       | ISBN                   |
| ---- | ---------------------------------------------------- | ------------------------- | ---------------------- |
| 1    | エロマンガ先生 妹と開かずの間                        | 2013년 12월 10일(같은 날) | ISBN 978-4-04-866081-5 |
| 2    | エロマンガ先生2 妹と世界で一番面白い小説             | 2014년 5월 10일(같은 날)  | ISBN 978-4-04-866531-5 |
| 3    | エロマンガ先生3 妹と妖精の島                         | 2014년 10월 10일(같은 날) | ISBN 978-4-04-866937-5 |
| 4    | エロマンガ先生4 エロマンガ先生VSエロマンガ先生G      | 2015년 3월 10일(같은 날)  | ISBN 978-4-04-869334-9 |
| 5    | エロマンガ先生5 和泉紗霧の初登校                     | 2015년 9월 10일(같은 날)  | ISBN 978-4-04-865381-7 |
| 6    | エロマンガ先生6 山田エルフちゃんと結婚すべき十の理由 | 2016년 3월 10일(같은 날)  | ISBN 978-4-04-865808-9 |
| 7    | エロマンガ先生7 アニメで始まる同棲生活               | 2016년 8월 10일(같은 날)  | ISBN 978-4-04-892249-4 |
| 8    | エロマンガ先生8 和泉マサムネの休日                   | 2017년 1월 10일(같은 날)  | ISBN 978-4-04-892597-6 |
| 9    | エロマンガ先生9 紗霧の新婚生活                       | 2017년 6월 9일(같은 날)   | ISBN 978-4-04-892950-9 |
| 10   | エロマンガ先生10 千寿ムラマサと恋の文化祭            | 2018년 7월 10일(같은 날)  | ISBN 978-4-04-893914-0 |
| 11   | エロマンガ先生11 妹たちのパジャマパーティ            | 2019년 1월 10일(같은 날)  | ISBN 978-4-04-912198-8 |
| 12   | エロマンガ先生12 山田エルフちゃん逆転勝利の巻        | 2019년 11월 9일(같은 날)  | ISBN 978-4-04-912892-5 |
| 13   | エロマンガ先生13 エロマンガフェスティバル            | 2022년 8월 10일(같은 날)  | ISBN 978-4-04-914493-2 |

### 만화
KADOKAWA 《월간 코믹 전격 대왕》에서 2014년 7월호부터 2021년 7월호까지 연재.
| 권수 | 제목              | 발매일           | ISBN                   |
| ---- | ----------------- | ---------------- | ---------------------- |
| 1    | エロマンガ先生 1  | 2014년 11월 10日 | ISBN 978-4-04-866922-1 |
| 2    | エロマンガ先生 2  | 2015년 5월 9日   | ISBN 978-4-04-865087-8 |
| 3    | エロマンガ先生 3  | 2016년 1월 9日   | ISBN 978-4-04-865518-7 |
| 4    | エロマンガ先生 4  | 2016년 8월 10日  | ISBN 978-4-04-892172-5 |
| 5    | エロマンガ先生 5  | 2017년 3월 10日  | ISBN 978-4-04-892718-5 |
| 6    | エロマンガ先生 6  | 2017년 10월 7日  | ISBN 978-4-04-893431-2 |
| 7    | エロマンガ先生 7  | 2018년 6월 9日   | ISBN 978-4-04-893849-5 |
| 8    | エロマンガ先生 8  | 2019년 2월 9日   | ISBN 978-4-04-912351-7 |
| 9    | エロマンガ先生 9  | 2019년 11월 9日  | ISBN 978-4-04-912837-6 |
| 10   | エロマンガ先生 10 | 2020년 6월 10日  | ISBN 978-4-04-913234-2 |
| 11   | エロマンガ先生 11 | 2021년 2월 10日  | ISBN 978-4-04-913660-9 |
| 12   | エロマンガ先生 12 | 2021년 9월 10日  | ISBN 978-4-04-913990-7 |

## 애니메이션
2017년 4월부터 6월까지 방송되었다 총 12화이다. 1권에서 9권의 내용이 섞여있다.

### 스태프
- 원작 - 후시미 츠카사
- 원작 일러스트 - 칸자키 히로
- 감독 - 타케시타 료헤이
- 시리즈 구성 - 타카하시 타츠야
- 캐릭터 디자인·총작화 감독 - 오다 히로유키
- 프롭 디자인 - 사와다 켄지, 에마 카즈타카
- 사기리 애니메이터 - 코바야시 케이스케
- 미술 감독·미술 설정 - 오가와 유카코
- 색채 설계 - 호카리 카나코
- 촬영 감독 - 아오시마 토시아키
- CG 디렉터 - 사토 카오리
- 편집 - 츠보네 켄타로
- 음향 감독 - 야마구치 타카유키
- 음악 - 키쿠야 토모키
- 음악 제작 - 애니플렉스
- 프로듀서 - 카시와다 신이치로, 니와 마사미, 미키 카즈마, 코스케가와 노리코, 카나니와 코즈에, 오오와다 토모유키
- 애니메이션 프로듀서 - 이가라시 마모루
- 애니메이션 제작 - A-1 Pictures
- 제작 - EMP(애니플렉스, KADOKAWA 아스키 미디어 웍스, 키노시타 그룹, 무빅, BS11)

### 주제가
오프닝 테마
「ヒトリゴト」
작사 - 켈리 / 작곡·편곡 - 노무라 요이치로 / 노래 - ClariS
엔딩 테마
「adrenaline!!!」
작사·작곡·편곡 - 나카노 료타 / 노래 - TrySail
「夏色恋花火」(제8화)
작사·작곡·편곡 - 야마자키 히로코 / 노래 - 이즈미 사기리(후지타 아카네)

### 방영 목록
| 화수 | 제목                                                           | 각본            | 그림 콘티         | 연출                                      | 작화 감독 | 총작화 감독                               | 방송일         |
| ---- | -------------------------------------------------------------- | --------------- | ----------------- | ----------------------------------------- | --- | ----------------------------------------- | -------------- |
| #1   | 妹と開かずの間 여동생과 열리지 않는 방                         | 타카하시 타츠야 | 타케시타 료헤이   | 타케시타 료헤이                           | 와타나베 케이스케 코바야시 신페이                                                                                          | 오카 유이치                               | 2017년 4월 9일 |
| #2   | リア充委員長と不敵な妖精 리얼충 반장과 겁 없는 요정            | 타카하시 타츠야 | 카미츠보 료키     | 사가 사토시 몬마 카즈야                   | 후지와라 나츠코 혼다 미유키 아키즈키 아야 관 쪙유                                                                          | 오카 유이치                               | 4월 16일       |
| #3   | 全裸の館と堕落の主 전라의 저택과 타락한 주인                   | 타카하시 타츠야 | 허평강            | 카와사키 유타카                           | 마에다 가쿠시 사이토 치에 우시오 유이 오오타카 미나 타카자와 미카 시미즈 카츠유키 관 쪙유                                  | 코바야시 신페이                           | 4월 23일       |
| #4   | エロマンガ先生 에로망가 선생님                                 | 타카하시 타츠야 | 야마사키 미츠에   | 이시카와 슌스케                           | 와타나베 케이스케 코바야시 오사무 후지와라 나츠코 사쿠라이 코노미                                                          | 오카 유이치                               | 4월 30일       |
| #5   | 妹とラノベ企画を創ろう 여동생과 라노벨을 기획하자              | 잣파 고         | 오오하타 키요타카 | 오오하타 키요타카                         | 오오타카 미나 와타나베 코지 아키즈키 아야 히다카 마유미 사토 코노미 관 쪙유                                                | 코바야시 신페이 오카 유이치               | 5월 7일        |
| #6   | 和泉マサムネと 一千万部の宿敵 이즈미 마사무네와 천만 부의 숙적 | 잣파 고         | 아키토시          | 아오야기 히로노리                         | 니시카와 에나 시미즈 카츠유키                                                                                              | 코바야시 신페이                           | 5월 14일       |
| #7   | 妹と世界で一番面白い小説 여동생과 세상에서 제일 재미있는 소설  | 잣파 고         | 이시카와 슌스케   | 사가 사토시 몬마 카즈야                   | 오카 유이치 마에다 가쿠시 코바야시 오사무 후지와라 나츠코 와타나베 케이스케 와타나베 코지                                  | 오카 유이치                               | 5월 21일       |
| #8   | 夢見る紗霧と夏花火 꿈꾸는 사기리와 여름 불꽃놀이               | 후시미 츠카사   | 와카바야시 신     | 와카바야시 신                             | 코바야시 마이코 | -                                         | 5월 28일       |
| #9   | 妹と妖精の島 여동생과 요정의 섬                                | 타카하시 타츠야 | 사이토 테츠히토   | 아오야기 히로노리 사가 사토시 몬마 카즈야 | 오오타카 미나 후지와라 나츠코 쿠라야 료타 관 쪙유 리 샤오레이                                                              | 오카 유이치 코바야시 신페이               | 6월 4일        |
| #10  | 和泉マサムネと年下の先輩 이즈미 마사무네와 연하의 선배         | 잣파 고         | 사이토 테츠히토   | 아사미 마츠오                             | 와타나베 코지 시미즈 카츠유키 코바야시 오사무 우스다 요시오 니노미야 나나코 타스미 마나미 쿠라야 료타                      | 코바야시 신페이                           | 6월 11일       |
| #11  | 二人の出会いと未来の兄妹 두 사람의 첫 만남과 미래의 남매       | 후시미 츠카사   | 타케시타 료헤이   | 타케시타 료헤이                           | 와타나베 케이스케 마에다 가쿠시                                                                                            | 오카 유이치                               | 6월 18일       |
| #12  | エロマンガフェスティバル 에로망가 페스티벌                     | 후시미 츠카사   | 카미츠보 료키     | 카와사키 유타카                           | 후지와라 나츠코 니시카와 에나 오오타카 미나 코바야시 오사무 관진우 사와다 켄지 쿠라야 료타 와타나베 코지 와타나베 케이스케 | 코바야시 신페이 오카 유이치 오다 히로유키 | 6월 25일       |